# التصنيفات الدولية لمالاوي
تتضمن هذه المقالة التصنيفات الدولية لمالاوي .

## التصنيفات الدولية
| المنظمة                       | المؤشر\الاستطلاع         | الترتيب    |
| ----------------------------- | ------------------------ | ---------- |
| معهد الاقتصاد والسلام         | مؤشر السلام العالمي      | 47 من 144  |
| برنامج الأمم المتحدة الإنمائي | مؤشر التنمية البشرية     | 160 من 182 |
| منظمة الشفافية الدولية        | مؤشر مدركات الفساد       | 89 من 180  |
| المنتدى الاقتصادي العالمي     | تقرير التنافسية العالمية | 119 من 133 |